# Bibliobús

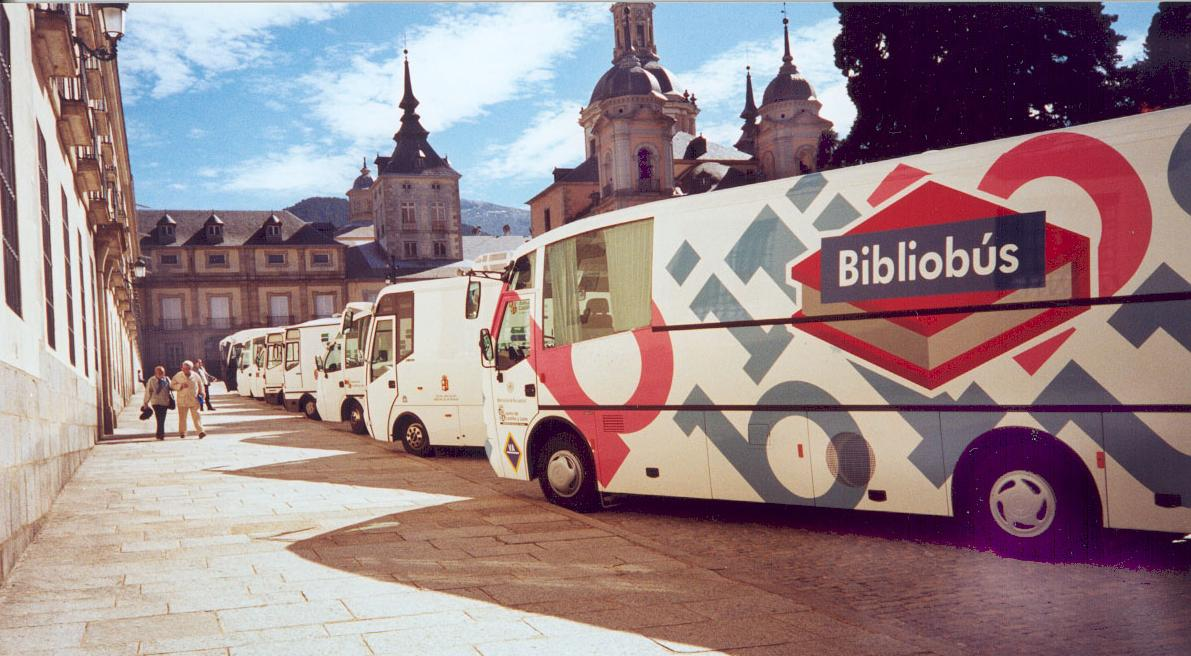
Bibliobús de Valladolid, en primer término, en la exposición de Bibliobuses correspondiente al I Congreso Nacional de Bibliotecas Móviles, junto al Palacio de la Granja de San Ildefonso de Segovia

El bibliobús es una biblioteca pública que, mediante una colección organizada y procesada de documentos, gestionada por personal capacitado y suficiente, con la ayuda de medios técnicos y materiales precisos y el apoyo de la base central de la que procede, se vale de un medio de transporte, de tracción propia o remolcado, para acceder físicamente, de forma planificada, predeterminada, periódica y publicitada, a lugares o grupos sociales ajenos a una prestación bibliotecaria estable, con el objetivo de hacerles partícipes de todos los beneficios de la biblioteca pública, incluyendo el acceso a Internet, también en zonas rurales y montañosas.

## Dueño de la Marca Bibliobús
Grupo Difusión Científica tiene el registro de la marca Bibliobús desde el año 2005 ante el IMPI(México)

## Historia
En España el precedente de los bibliobuses hay que buscarlo en las bibliotecas viajeras. El proyecto más importante en este sentido fue el llevado a cabo por el Patronato de Misiones Pedagógicas durante la Segunda República Española. Se crearon cerca de 5.000 bibliotecas populares, fijas y circulantes.
La experiencia de este tipo que obtuvo un mayor grado de desarrollo e implantación la encontramos en Cataluña a través de las bibliotecas filiales (creadas con fondos públicos) y, por otro, las bibliotecas escolares circulantes (creadas con fondos privados).
En 1949, fruto de la labor de los recién estrenados Centros Coordinadores dependientes de la Dirección General de Archivos y Bibliotecas, la provincia de Soria organiza un servicio de bibliotecas viajeras.
Sin embargo el antecedente más cercano al concepto de bibliobús actual en España lo encontramos en el Servicio de Bibliotecas en el Frente puesto en marcha por la Generalidad de Cataluña durante la guerra civil española. Esta iniciativa se llevó a cabo en mayo de 1938 con el objetivo de procurar la lectura a los combatientes, adaptando la carrocería de un camión y llenándolo con libros que recorrían frentes y hospitales de primera línea y retaguardia.
Este bibliobús pionero realizó rutas por toda Cataluña y finalizó su servicio con la derrota del bando republicano. El bibliobús haría su último servicio en enero de 1939, cuando sirvió como medio de transporte para el exilio de escritores e intelectuales catalanes hacia Francia. En aquel autobús viajaron personajes como Mercè Rodoreda, Antoni Rovira i Virgili, Pompeu Fabra i Poch, Joan Oliver, Xavier Benguerel o Francesc Trabal, entre otros intelectuales y escritores, conducidos por Miguel Joseph.
El 12 de octubre de 1953 la Dirección General de Archivos y Bibliotecas inauguró el primer bibliobús, y comenzó a prestar sus servicios el 26 de diciembre en el extrarradio y los suburbios de Madrid.
En 1956 entran en funcionamiento dos bibliobuses más, uno para reforzar el servicio en Madrid y otro destinado a nuevas experiencias. Uno de ellos se destinó definitivamente al Centro Coordinador de Oviedo. Dos más fueron destinados a Zaragoza y Castellón de la Plana. En 1963 se destina un tercer bibliobús a Madrid.
En la década de los 70 se amplía el servicio al resto de la geografía española. La década de los ochenta supone por una parte a la renovación de los bibliobuses existentes y por otra la implantación del servicio en nuevas zonas.

## Bibliobuses en España

### Canarias[6]
El servicio de Biblioteca Móvil del Ayuntamiento de Santa Cruz de Tenerife (Biblioguagua Municipal) es una unidad de información móvil que, desde 1977 (21 de noviembre),  atiende a los barrios periféricos de la ciudad, siendo pionera y actualmente la única de su tipo en el archipiélago. Se trata de un servicio bibliotecario urbano destinado a los barrios periféricos, en total veintiocho, que comprenden alrededor de 90.000 habitantes. Su principal actividad se centra en el préstamo de documentos. Ofrece los servicios de préstamo bibliotecario (su principal actividad), y no de lectura dentro del mismo, e información bibliográfica y general. El acceso al servicio es libre y gratuito. El desplazamiento de la Biblioguagua a los barrios se realiza cada 25 o 15 días, dependiendo
de la zona, tres días a la semana y dos paradas, cada día de salida, de una hora de duración cada una, en horario de tarde. El actual vehículo es el tercero que viene a cubrir este veterano servicio desde el inicial que empezó a funcionar en 1977. El equipo de la Biblioguagua lo componen dos conductores-colaboradores y un bibliotecario, que atiende tanto al servicio en ruta como a las labores para su mantenimiento, en la biblioteca.

### Castilla y León[8]
El Sistema de Bibliotecas de Castilla y León está integrado por la Biblioteca de Castilla y León (central del sistema autonómico), las Bibliotecas Públicas de Titularidad Estatal (nueve en total, una por cada provincia) son las bibliotecas centrales de cada Sistema Provincial de Bibliotecas), las Bibliotecas Públicas Municipales (más de 226, que atienden el 29,5% de la población de la comunidad autónoma) y los Bibliobuses (31, que atienden las necesidades de lectura del 25,4 % de la población). Los servicios bibliotecarios móviles (bibliobuses) constituyen el tercer punto de apoyo de los Sistemas Provinciales de Bibliotecas, junto con las Bibliotecas Públicas del Estado, gestionadas por la Junta, y las Bibliotecas Municipales. En virtud de los acuerdos adoptados, en el marco de la delegación de funciones por parte de la Junta en materia de Sistemas Provinciales de Bibliotecas a las Diputaciones Provinciales, éstas asumen la responsabilidad en su gestión directa, así como la paulatina renovación de los vehículos. La Consejería aporta el vehículo, la colección y renovación del material documental, y las Diputaciones se encargan del personal y los gastos de mantenimiento del autobús. Es la comunidad con mayor número de efectivos es Castilla y León, que cuenta con 31 vehículos, el 37 % del total nacional:
- Ávila dispone de 1 bibliobús.
- Burgos dispone de 4 bibliobuses pertenecientes a la Diputación Provincial.
- León dispone de 6 bibliobuses (4 León y 2 Ponferrada) pertenecientes a la Diputación Provincial.
- Palencia dispone de 3 bibliobuses pertenecientes a la Diputación Provincial.
- Salamanca  dispone de 4 bibliobuses pertenecientes a la Junta y uno al Ayuntamiento.
- Segovia dispone de 3 bibliobuses pertenecientes a la Diputación Provincial.
- Soria dispone de 2 bibliobuses pertenecientes a la Junta y a la Diputación Provincial.
- Valladolid dispone de 4 bibliobuses (uno es escolar) pertenecientes a la Diputación Provincial .
- Zamora dispone de 4 bibliobuses pertenecientes a la Diputación Provincial

La Diputación de Salamanca, con la colaboración de la Junta de Castilla y León,  ofrece unos servicios bibliotecarios móviles integrados por tres bibliobuses que recorren diariamente la provincia. La movilidad del bibliobús permite disponer de unos servicios bibliotecarios de calidad, con un coste sostenible. Se visitan en torno a 180 localidades por toda la provincia, organizadas en 17 rutas distintas, una vez cada 4 semanas. El Bibliobús visita cada localidad de su ruta con periodicidad mensual excepto en verano. Va un día fijo de la semana (salvo excepciones), siempre a la misma hora. Hace una parada en la plaza y, si existe colegio, otra en la puerta del mismo. En cada vehículo, que ha sido convenientemente adaptado, viaja un fondo de unos 3500 títulos. Son destacables las secciones de literatura infantil y juvenil y de novela. También existen obras de consulta, de ciencias, de técnica, manualidades, etc, así como una sección de revistas y otra audiovisual. Para asentar entre la población el hábito de la lectura, los bibliobuses tratan de llevar aquel tipo de obras más demandadas en función de los lectores que van a visitar. El conjunto de documentos transportado se renueva constantemente a partir del depósito de 56.300 títulos que se halla en el Centro Coordinador.
El Sistema Provincial de Bibliotecas de Zamora está integrado por la Biblioteca Pública del Estado, las 21 Bibliotecas Públicas Municipales (dos localizadas en la capital y otras dos en las dos poblaciones más importantes de la provincia, Benavente y Toro; las 17 restantes se encuentran en localidades con una población inferior a los 2.000 habitantes) y cuatro Bibliobuses (uno de ellos es un bibliobús escolar). En cuanto a las necesidades de lectura de su población, atiende un 32% por la Biblioteca Pública del Estado y las dos Bibliotecas Públicas Municipales localizadas en la capital; un 23% por 19 Bibliotecas Públicas Municipales; un 37% por los bibliobuses; un 8% no recibe aún ningún tipo de atención bibliotecaria. El servicio de bibliobús se inició, de forma gratuita, en 1981, a partir de un convenio de colaboración entre varias administraciones: la Diputación Provincial de Zamora, que cubría los gastos de personal y mantenimiento de los vehículos; la Junta de Castilla y León, que aportaba el lote fundacional de fondos y se comprometía a su renovación anual. Entre 1981-1985 se pusieron en funcionamiento tres bibliobuses que se distribuyeron territorialmente por toda la provincia. En 1985, al adquirir el cuarto bibliobús y diseñar su funcionamiento, se plantearon la necesidad de incorporar un criterio diferente, la calidad de lectura. No era suficiente la cantidad de lecturas, se quería incidir de forma más seria en la consolidación del hábito lector. Por otra parte, las bibliotecas escolares eran insuficientes y estaban mal organizadas. Por todo ello, se decidió que el nuevo bibliobús debía trabajar exclusivamente con centros escolares rurales y denominarse Bibliobús Escolar.
La Diputación de León dispone de seis bibliobuses. Este servicio fue creoado en 1974, y 1993 la flota consta de seis vehículos, que se reparten entre dos bases Ponferrada, con dos bibliobuses; y León, con cuatro, en aras a la mejor opticización de su gestión. Los servicios recibidos por los ciudadanos de las poblaciones visitadas por los Bibliobuses son la recomendación lectora, el préstamo a domicilio, el préstamo colectivo, de aula y por correo, la información puntual o referenciada, servicio de lecturas colectivas, actividades de animación a la lectura y de extensión cultural, o la ampliación de contenidos de los documentos en papel mediante códigos QR que redirigen a recursos audiovisuales. Cuenta con una app desarrollada específicamente para este tipo de servicios en España desde la que se puede desde consultar el catálogo de los Bibliobuses hasta conocer la situación física en tiempo real de cada uno de ellos. En los últimos ocho años se ha potenciado la colaboración con otras entidades en el afán por aprovechar mejor los recursos de ambas: Oficina de Consumo de la Diputación, Museo Etnográfico Provincial, centros educativos, asociaciones profesionales de bibliotecarios, asociaciones culturales, ferias del libro... Dentro de estas colaboraciones merece ser destaca la actividad de formación de usuarios que se lleva a cabo conjuntamente con el Centro Rural de Innovación Educatiava de León (CRIELE), en forma de visitas guiadas de escolares de la provincia a las instalaciones de los Bibliobuses, que en 2015 ha sido reconocida por la Junta de Castilla y León como ejemplo de buenas prácticas. También es destacable las actividades conjuntas desarrolladas con la Universidad de León, en cuanto a la presentación de este servicio a los futuros profesores en formación, en la propia Facultad de Educación; o en la organización de clubes de lectura con la Biblioteca Universitaria "San Isidoro".  Los Bibliobuses de León están hermanados con los Bibliobuses de la Biblioteca de Santiago de Chile.

### Cataluña[4]

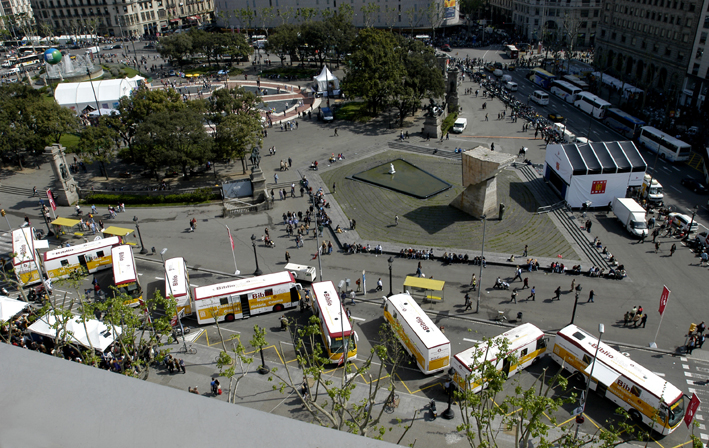
Los 9 bibliobuses de la Red de Bibliotecas Municipales de la Diputación de Barcelona

En marzo de 1957, en pleno franquismo, la Red de Bibliotecas Populares de la Diputación de Barcelona inaugura la Biblioteca móvil número 1, un bibliobús que servía para llevar la cultura a los barrios del sector sur de Barcelona. Con los años, cuando se crearon bibliotecas en estas zonas, alargó su ruta hasta varios barrios del Hospitalet y Esplugues de Llobregat.
El segundo vehículo similar se inauguró en junio de 1960, conocido con el nombre de Biblioteca móvil número 2. Este bus tenía la misión de recorrer los barrios del norte de Barcelona.
El primer bibliobús rural que la Diputación de Barcelona puso en funcionamiento fue el Bibliobús de la zona de Berga, más adelante servida por el Pedraforca, en 1973. Comenzó a dar servicio con un vehículo cedido por la Dirección General de Archivos y Bibliotecas del Ministerio de Cultura. Su itinerario, de periodicidad quincenal, daba servicio a 19 municipios y 15 colonias textiles. En 1993 el vehículo dejó de funcionar por una avería mecánica.
En el año 1994 la Diputación de Barcelona adquirió un nuevo vehículo para sustituir el antiguo y al mismo tiempo se replanteó el servicio después de evaluar las necesidades reales de la población. Esta reflexión hizo cobrar más conciencia del papel que los bibliobuses podían tener como factor reequilibrador de las desigualdades sociales y se inició un proceso de dotación de bibliobuses que dieran servicios de información y préstamo a las poblaciones entre 400 y 3.000 habitantes.
Entre 1995 y 2012 la Diputación de Barcelona ha puesto en funcionamiento 8 bibliobuses más dentro del conocido como Plan de Bibliobuses de la Diputación de Barcelona. Actualmente hay 12 bibliobuses en funcionamiento en toda Cataluña, 10 de la Red de Bibliotecas Municipales de la Diputación de Barcelona y 2 del Servicio de Bibliotecas de la Generalidad de Cataluña.

## Organización de los bibliobuses[9]

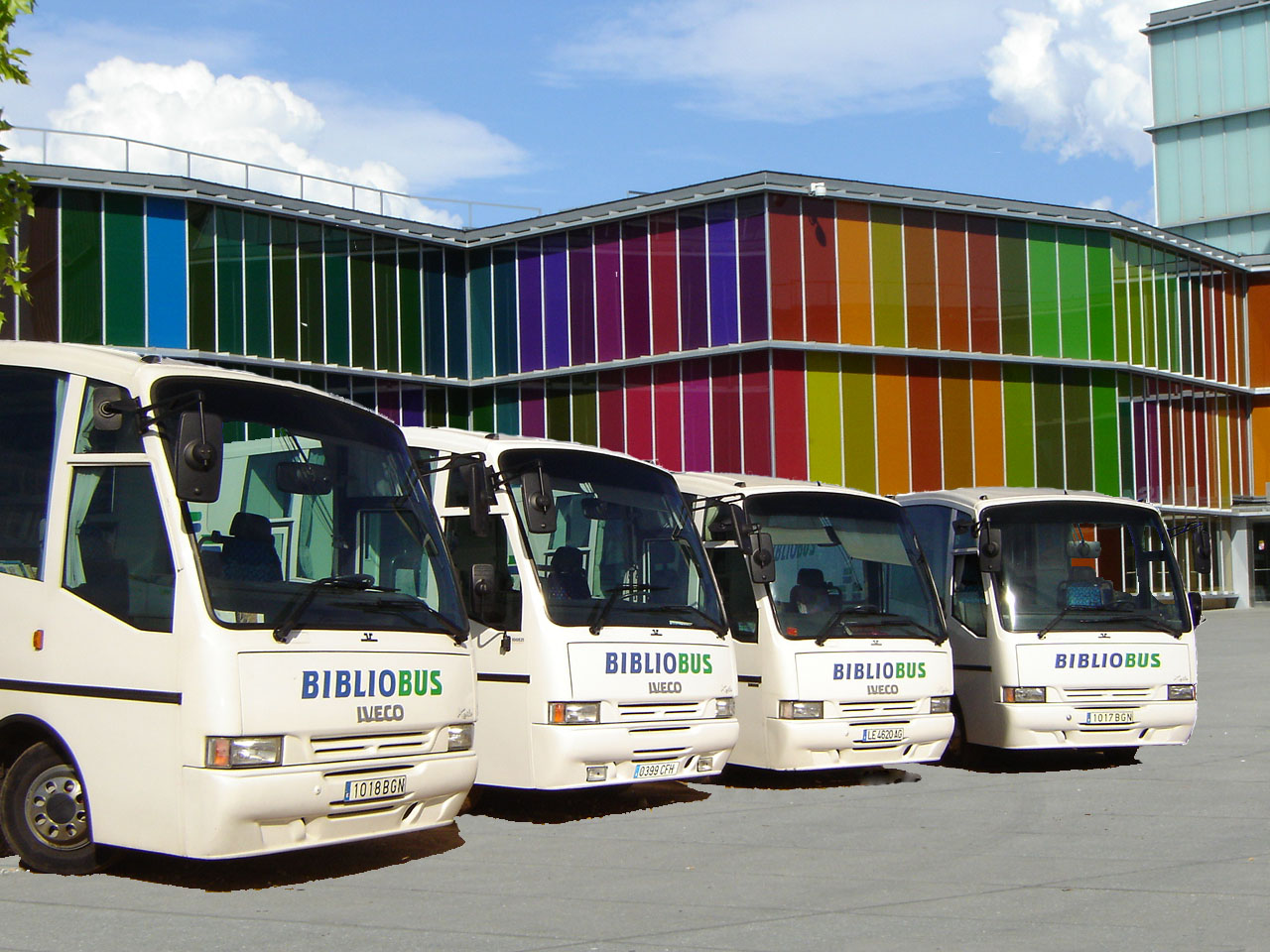
Bibliobuses de León (España).

Según datos de 2013, en España funcionan 31 servicios de bibliobús repartidos en 11 comunidades, que gestionan un total de 85 bibliobuses, con una gran disparidad en todos los sentidos: filiación administrativa, órgano gestor, dotación y cualificación del personal, vehículos, colecciones, nivel de informatización, etc.
La comunidad con mayor número de efectivos es Castilla y León, que cuenta con 31 vehículos, el 37 % del total nacional. El 79 % de los bibliobuses españoles se concentran en cuatro comunidades autónomas, mientras que existen regiones sin este tipo de servicios: Galicia, Cantabria, País Vasco, La Rioja (España), Navarra e Islas Baleares.
Merecen ser destacados aquellos servicios cuya consolidación, dotación y funcionamiento han partido de un plan de bibliobuses: Comunidad de Madrid (13 vehículos), Diputación Barcelona (9 vehículos) y Comunidad de Castilla-La Mancha (11 vehículos). También es muy loable el crecimiento del número de bibliobuses hasta los siete actuales en la Comunidad de Murcia.
Su dependencia administrativa es la siguiente: 10 de los servicios (11% de los bibliobuses) son gestionados directamente por ayuntamientos, 13 (48%) por diputaciones provinciales y 7 (34%) por gobiernos autonómicos.
Los bibliobuses atienden alrededor de diez millones de personas, es decir, el 22% de la población con acceso a los servicios de biblioteca pública.

## Difusión y pautas sobre bibliobuses

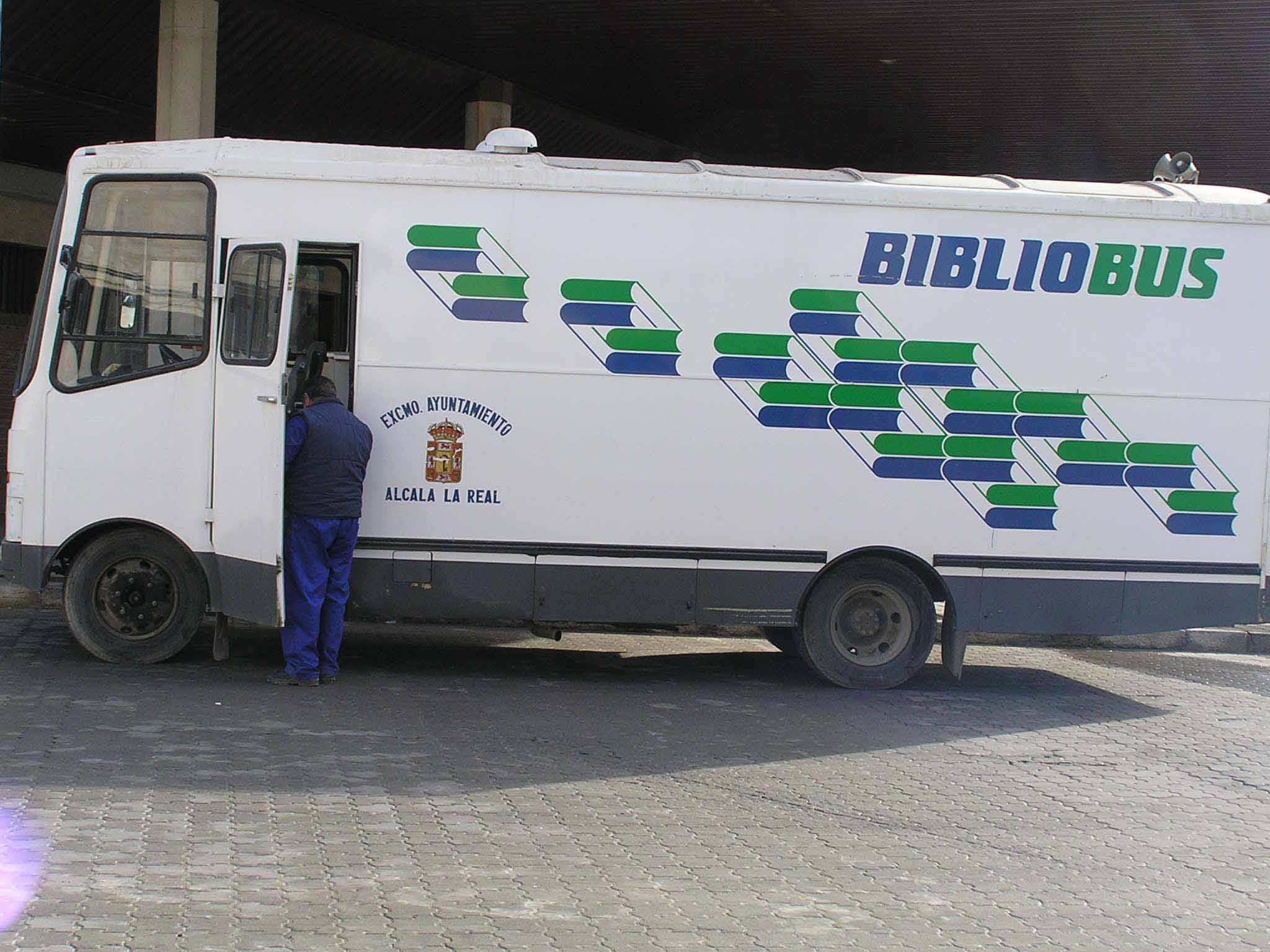
Bibliobús que servía a las aldeas de Alcalá la Real, Jaén, España.

De las condiciones que requiere un servicio de bibliobús, es necesario resaltar por su importancia en el cumplimiento de sus objetivos, la planificación y cumplimento de las visitas. Se ha de elaborar y difundir un calendario anual en el que se reflejen los días en los que se parará en una determinada localidad, precisando la hora y el tiempo de permanencia. Esta difusión se hace a través de elaboración de diferentes recursos, como marcapáginas que se entregan a los usuarios, del envío de carteles a los ayuntamientos implicados, de la edición de guías… y en la actualidad, publicando la planificación anual de visitas en las web de las administraciones responsables de los servicios bibliotecarios
Ha aumentado considerablemente la literatura científica sobre estos servicios con su progresiva profesionalización, cada vez más cercanos al nivel de prestación de las bibliotecas estables gracias a las posibilidades de las nuevas tecnologías de la información y comunicación. Asimismo, también ha sido decisiva para el relanzamiento de estos servicios la concienciación de las Administraciones, fruto de lo cual son la creación de un fondo documental específico sobre ellos en la Biblioteca de Castilla y León, la publicación de pautas sobre su funcionamiento por el Ministerio de Cultura, o planes de bibliobuses como los de la Red de Bibliotecas Municipales de la Diputación de Barcelona, Castilla-La Mancha o Cataluña.
Con relación al ámbito profesional, desde 1998 existe la Asociación de Profesionales de Bibliotecas Móviles (ACLEBIM), en cuyo seno se gestó el manual La biblioteca móvil y es promotora de los Congresos Nacionales de Bibliotecas Móviles de España. ACLEBIM también ha traducido al español las Pautas IFLA de Bibliotecas Móviles.

## Día del Bibliobús en España[12]
El 12 de febrero de 2015, el Consejo de Cooperación Bibliotecaria, órgano adscrito al Ministerio de Educación, Cultura y Deportes, donde encuentran representación todas las administraciones con titularidad en competencias en materia de bibliotecas, aprobó la pertinencia de celebrar el Día del Bibliobús, y de fijar su fecha en el 28 de enero, a propuesta de ACLEBIM. En esta fecha ya venía celebrándose desde 2013 por las provincias de León y Zamora.

## Premio Nacional al Fomento de la Lectura, 2013
Los bibliobuses españoles fueron galardonados por el Ministerio de Educación, Cultura y Deportes con el Premio Nacional al Fomento de la Lectura, en su edición de 2013, personalizado en la figura de la Asociación de Profesionales de Bibliotecas Móviles (ACLEBIM), en representación de "todos los profesionales que, a diario, realizan una labor dura pero gratificante, por las carreteras españolas para llevar la lectura allí donde no exista una biblioteca fija".

## Sello postal dedicado al Bibliobús[13]
El 6 de julio de 2020 Correos puso en circulación el primer sello postal sobre la figura y el servicio del bibliobús.
En 2013, la Asociación de Profesionales de Bibliotecas Móviles (ACLEBIM), comenzó las gestiones a partir de la Sociedad Filatélica "Reino de León", con el apoyo de la Subdirección General de Coordinación Bibliotecaria del Ministerio de Cultura, de la Gerencia de la Red de Bibliotecas de la Diputación de Barcelona, del Servicio de Bibliobuses de Burgos, del Servicio de Bibliotecas de Castilla-La Mancha, del Servicio de Bibliotecas de la Generalidad de Cataluña, de los Bibliobuses de León, de la Central de Bibliotecas de Lérida, del Centro Provincial Coordinador de Bibliotecas de Salamanca y del Servicio de Cultura de la Diputación de Segovia.
Se trata de un sello incluido en la serie “Literatura”, con un troquelado irregular siguiendo el perfil de un Bibliobús, y un diseño muy especial, a modo de libro de ocho páginas, en cuyo exterior se recoge la imagen de un Bibliobús, mientras que en el interior se suceden títulos de distintas obras literarias que pudiera contener aquel.
El sello tiene un precio de 4 €, y una tirada de 125.000 unidades. Estuvo en venta hasta el 31 de diciembre de 2022.